# Helictotrichon
Helictotrichon es un género de plantas herbáceas perteneciente a la familia de las poáceas. Es originario Europa, África, Sudeste Asiático, Norte y Sur de América.

## Descripción
Son plantas perennes, cespitosas o cortamente estoloníferas, con innovaciones intra y extravaginales. Hojas con vaina de márgenes ligeramente soldados en la base; lígula corta, truncada, ciliada, membranosa; limbo rígido, con haz surcado y envés liso. Inflorescencia en panícula laxa y ramificada con ramas escábridas. Espiguillas comprimidas lateralmente, con 2-4 flores hermafroditas y articuladas con la raquilla. Glumas 2, desiguales; la inferior con 1-3 nervios, la superior con 3-5 nervios. Lema con dorso redondeado y con 5-7 nervios y ápice bidentado; arista inserta hacia la parte media dorsal de la lema, geniculada, con columna retorcida en hélice y de sección redondeada. Pálea con 2 quillas ciliadas. Lodículas enteras. Ovario con ápice hirsuto. Cariopsis oblongo-elíptica, surcada ventralmente, con ápice peloso. Hilo linear.

## Importancia económica
Es importante la especie forrajera nativas H. milanjianum en Kenia.

## Taxonomía
El género fue descrito por Besser ex Roem. & Schult. y publicado en Mantissa 3: 526, in obs. 1827. La especie tipo es: Helictotrichon sempervirens (Vill.) Pilg.
Etimología
El nombre del género deriva de las palabras griegas helictos (espiral) y "trichon", probablemente refiriéndose a la arista. 
Citología
El número cromosómico básico del género es x = 7, con números cromosómicos somáticos de 2n = 14, 28, 42, 70, 81, 98, 112, 126, 133 y 147, ya que hay especies diploides y una serie poliploide. Cromosomas relativamente «grandes».

## Especies
- Helictotrichon altius (Hitchc.) Ohwi
- Helictotrichon bromoides (Gouan) C. E. Hubb.
- Helictotrichon compressum (Heuff.) Henrard
- Helictotrichon decorum (Janka) Henrard
- Helictotrichon desertorum (Less.) Nevski
- Helictotrichon filifolium (Lag.) Henrard - lastón, latón.[4]
- Helictotrichon hookeri (Scribn.) Henrard
- Helictotrichon mannii
- Helictotrichon mongolicum (Roshev.) Henrard
- Helictotrichon planiculme (Schrad.) Besser ex Schult. & Schult. f.
- Helictotrichon pratense (L.) Besser
- Helictotrichon pubescens (Huds.) Besser ex Schult. & Schult. f.
- Helictotrichon schellianum (Hack.) Kitag.
- Helictotrichon sedenense (Clarion ex DC.) Holub
- Helictotrichon sempervirens (Vill.) Pilg. - Blue oat grass
- Helictotrichon spp.
- Helictotrichon sulcatum (J. Gay ex Delastre) Henrard
- Helictotrichon tianschanicum (Roshev.) Henrard
- Helictotrichon tibeticum (Roshev.) Holub
- Helictotrichon turgidulum (Stapf) Schweick.
- Helictotrichon versicolor (Vill.) Schult. & Schult. f.
- Helictotrichon virescens (Nees ex Steud.) Henrard[5][6]